# 莫德雷德

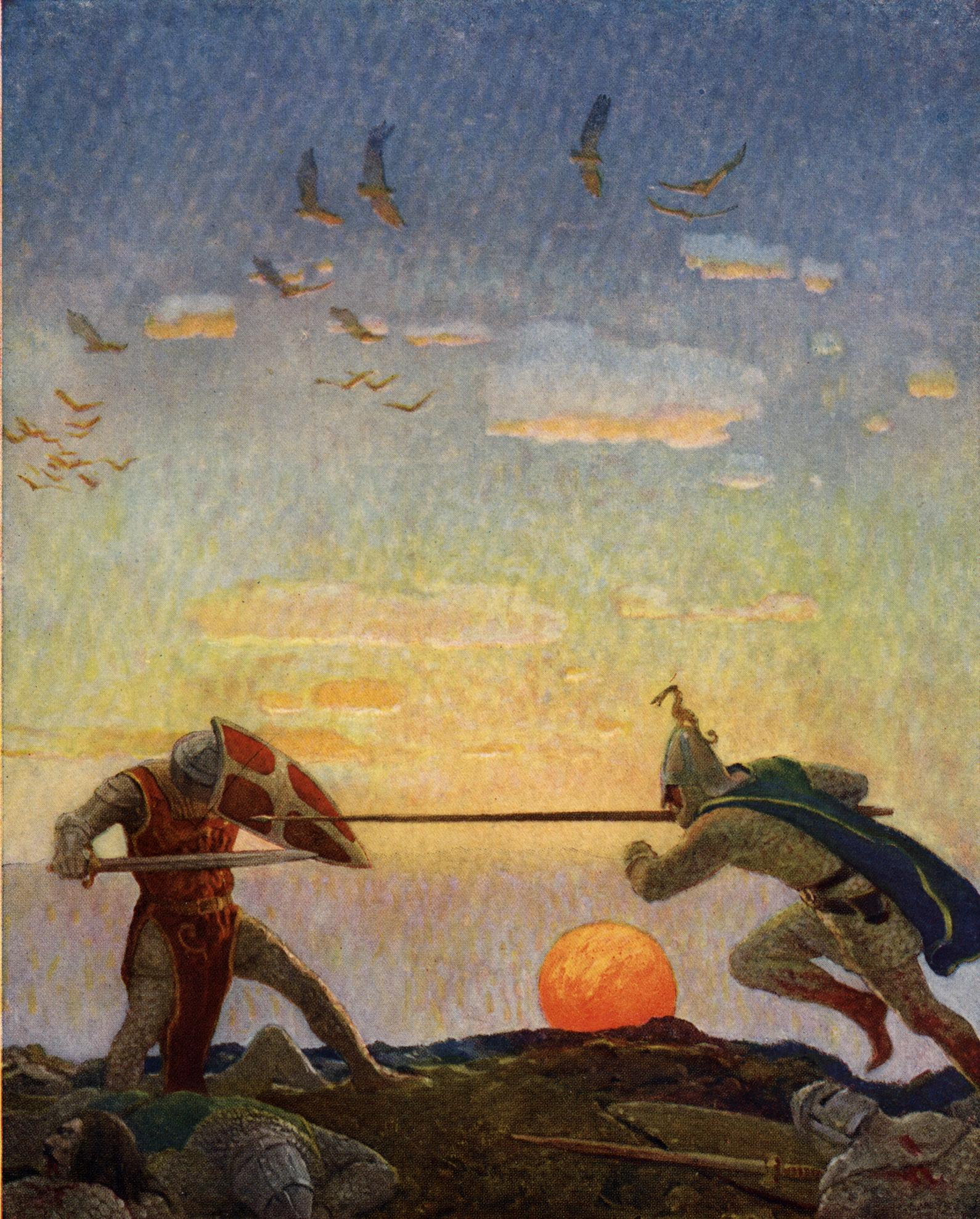
1922年时由N.C. Wyeth所作的插画。摘自文献《亚瑟王与莫德雷德的死战》。亚瑟王为镇压叛乱，与背信弃义的外甥展开一场恶战。在激烈的战斗中，双方均损失惨重，也意味着亚瑟王朝的黄金时代也逐渐走向了终结。

莫德雷德（英語：Mordred，又译为莫俊德、莫卓），是亚瑟王传说中一位重要的人物。他是亚瑟王同母異父的姐姐莫歌絲的儿子，名义上为亚瑟王的外甥，但实际上却是亚瑟王与莫歌絲亂倫而生出的不义之子（私生子）。同时，莫德雷德也是圆桌骑士团的成员之一。

## 莫德雷德的背叛
亚瑟王在出征布列塔尼捉拿兰斯洛特的时候，将卡美洛国内所有大小事务都托付给了莫德雷德，但令亚瑟王没想到的是莫德雷德却趁机背叛亚瑟王，不但篡夺亚瑟的王位，掌控卡美洛，甚至胁迫王后桂妮薇儿与他成婚。亚瑟王闻讯后，急忙返回卡美洛，随后两人便在索尔兹伯里附近展开一场决定生死的剑栏之战（卡姆兰战役）。大部分圆桌骑士，包括莫德雷德都纷纷在这次大战中身亡。亚瑟王也身受重伤，在处理掉王者之剑后，便在三位神秘妇人的陪伴下，乘坐一艘黑色的船只前往阿瓦隆。